# Hemiphlebium muscoides
Hemiphlebium muscoides là một loài thực vật có mạch trong họ Hymenophyllaceae. Loài này được (Sw.) Prantl miêu tả khoa học đầu tiên năm 1875.